# الکساندر ساموکوتیایف
الکساندر ساموکوتیایف (به انگلیسی: Aleksandr Samokutyayev) فضانورد اهل کشور روسیه است که در ۱۳ مارس ۱۹۷۰ میلادی در پنزا زاده شد. وی در مأموریت سایوز تی‌ام‌ای-۲۱، اکسپدییشن ۲۷، اکسپدییشن ۲۸ حضور داشته است.